# Led Zeppelin North American Tour 1975
Led Zeppelin North American Tour 1975 var en konsertturné med det brittiska hårdrocksbandet Led Zeppelin i USA och Kanada 18 januari - 27 mars 1975. Det föregicks av två europeiska konserter, i Rotterdam 11 januari respektive Bryssel 12 januari.

## Låtlista
En ganska typisk låtlista med viss variation är följande:
1. "Rock and Roll" (Page, Plant, Jones, Bonham)
2. "Sick Again" (Page, Plant)
3. "Over the Hills and Far Away" (Page, Plant)
4. "In My Time of Dying" (Page, Plant, Jones, Bonham)
5. "The Song Remains the Same" (Page, Plant)
6. "The Rain Song" (Page, Plant)
7. "Kashmir" (Bonham, Page, Plant)
8. "No Quarter" (Page, Plant, Jones)
9. "Trampled Under Foot" (Page, Plant, Jones)
10. "Moby Dick" (Page, Jones, Bonham)
11. "Dazed and Confused" (Page)
12. "Stairway to Heaven" (Page, Plant)

Extranummer
- "Whole Lotta Love" (Bonham, Dixon, Jones, Page, Plant)
- "The Crunge (Bonham, Jones, Page, Plant)*"The Ocean" (Bonham, Jones, Page, Plant)
- "Black Dog" (Page, Plant, Jones)
- "Heartbreaker" (Bonham, Jones, Page,Plant)
- "Communication Breakdown" (Bonham, Jones, Page)

## Turnédatum

### Uppvärmningskonserter i Europa
- 11/01/1975:  Ahoy Hallen - Rotterdam
- 12/01/1975:  Forest National - Bryssel

### Nordamerika
- 18/01/1975:  Metropolitan Sports Center - Bloomington (Minnesota)
- 20/01/1975:  Chicago Stadium - Chicago
- 21/01/1975:  Chicago Stadium - Chicago
- 22/01/1975:  Chicago Stadium - Chicago
- 24/01/1975:  Richfield Coliseum - Cleveland
- 25/01/1975:  Market Square Arena - Indianapolis
- 29/01/1975:  Coliseum - Greensboro (North Carolina)
- 31/01/1975:  Olympia Stadium - Detroit
- 01/02/1975:  Civic Arena - Pittsburgh
- 02/02/1975:  Civic Arena - Pittsburgh
- 03/02/1975:  Madison Square Garden - New York
- 04/02/1975:  Nassau Coliseum - Uniondale (New York) (ersatte inställda konserten på  Boston Garden som ursprungligen var planerad till detta datum)
- 06/02/1975:  Forum - Montréal
- 07/02/1975:  Madison Square Garden - New York
- 08/02/1975:  The Spectrum - Philadelphia
- 10/02/1975:  Capital Centre - Landover (Maryland)
- 12/02/1975:  Madison Square Garden - New York
- 13/02/1975:  Nassau Coliseum - Uniondale (Ronnie Wood spelar med bandet under "Communication Breakdown")
- 14/02/1975:  Nassau Coliseum - Uniondale
- 16/02/1975:  St. Louis Arena - Saint Louis
- 27/02/1975:  Sam Houston Coliseum - Houston
- 28/02/1975:  LSU Assembly Center - Baton Rouge
- 01/03/1975:  Municipal Auditorium - New Orleans
- 02/03/1975:  Stokely Athletic Center - Knoxville
- 03/03/1975:  Tarrant Country Convention Center - Fort Worth
- 04/03/1975:  Memorial Auditorium - Dallas
- 05/03/1975:  Memorial Auditorium - Dallas
- 10/03/1975:  San Diego Sports Arena - San Diego
- 11/03/1975:  Civic Arena - Long Beach
- 12/03/1975:  Civic Arena - Long Beach
- 14/03/1975:  San Diego Sports Arena - San Diego
- 17/03/1975:  Seattle Center Coliseum - Seattle
- 19/03/1975:  Pacific Coliseum - Vancouver
- 20/03/1975:  Pacific Coliseum - Vancouver
- 21/03/1975:  Seattle Center Coliseum - Seattle
- 24/03/1975:  The Forum - Inglewood (Kalifornien)
- 25/03/1975:  The Forum - Inglewood
- 27/03/1975:  The Forum - Inglewood